# 장림초등학교
장림초등학교는 대한민국 부산광역시 사하구에 있는 공립 초등학교이다.

## 학교 연혁
- 1966년 3월 1일: 개교(다대초등학교에서 분리 개교)  올해 54년 째 수업을 하고 있다.

## 참고 자료
- 장림초등학교 - 한국교육학술정보원 학교알리미